# Międzynarodowy Organ Poszukiwań
Międzynarodowy Organ Poszukiwań (ang. ISA - International Searching Authority) – urząd patentowy wykonujący poszukiwania stanu techniki podczas procedury badawczej międzynarodowych zgłoszeń patentowych zgodnie z układem PCT.
Do działania w charakterze ISA uprawnione są obecnie na podstawie umów zawartych ze Światową Organizacja Własności Intelektualnej następujące urzędy patentowe:
- Austriacki Urząd Patentowy
- Australijski Urząd Patentowy
- Kanadyjski Urząd Własności Intelektualnej
- Chiński Urząd Własności Intelektualnej
- Europejski Urząd Patentowy
- Hiszpański Urząd Patentów i Znaków Towarowych
- Narodowa Izba Patentów i Rejestracji Finlandii
- Japoński Urząd Patentowy
- Koreański Urząd Własności Intelektualnej
- Urząd Własności Intelektualnej, Patentów i Znaków Towarowych Federacji Rosyjskiej
- Szwedzki Urząd Patentów i Rejestracji
- Urząd Patentów i Znaków Towarowych USA
- Wyszehradzki Instytut Patentowy